# Aika Yoshida
Aika Yoshida (吉田 藍香, Yoshida Aika, née en 1977) est une grimpeuse japonaise. Elle est double championne du monde d’escalade handisport dans la catégorie RP3.

## Biographie
Originaire de Tokyo, Aika Yoshida vit brièvement aux États-Unis alors qu’elle est enfant, puis s’y installe pour ses études. Elle pratique plusieurs sports dont l’escalade et le yoga.
C’est en pratiquant le yoga acrobatique qu’elle se blesse au cou (traumatisme de la colonne vertébrale), ce qui la laisse avec des séquelles notamment au niveau de la mobilité de sa jambe droite. Yoshida rejoint alors Paradox Sports, une association consacrée à la pratique adaptée des sports d’extérieur. 
Elle reprend l’escalade en compétition et participe aux championnats du monde à partir de 2014 : elle se place 2e en 2014, 3e en 2016, et remporte le titre en 2018 à Innsbrück et en 2019 à Briançon.